# 3セクターモデル

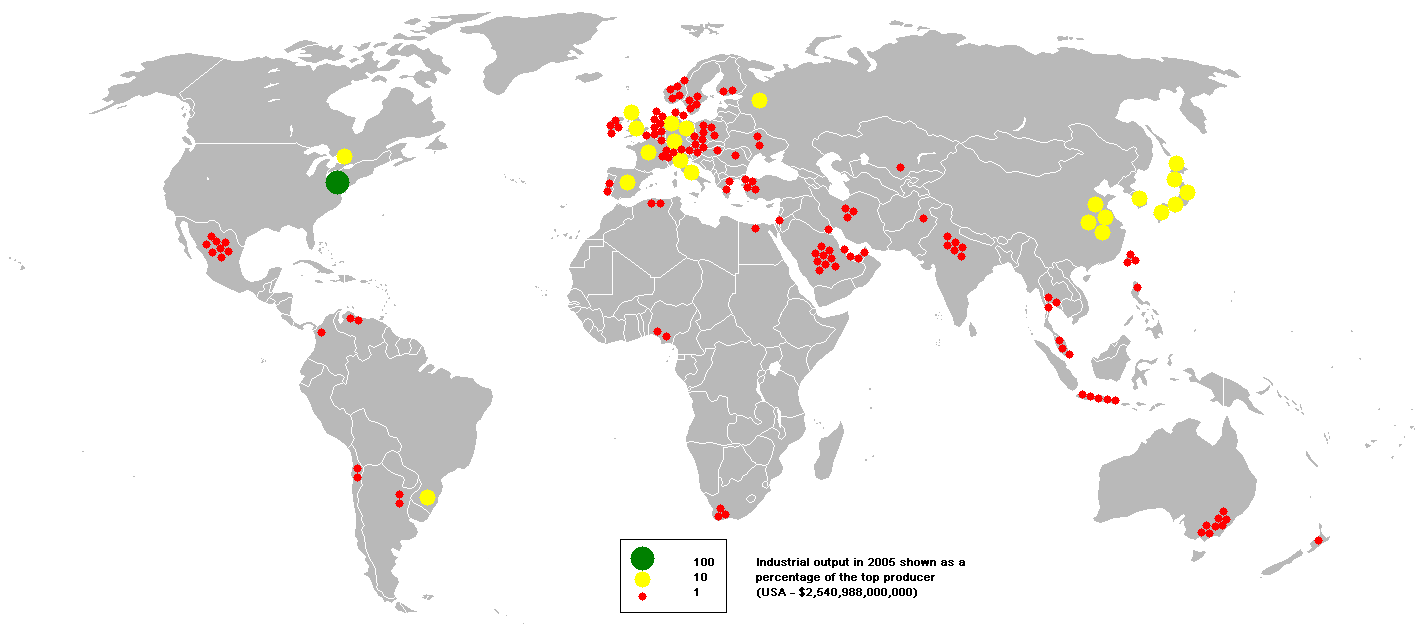
Industrial output in 2005

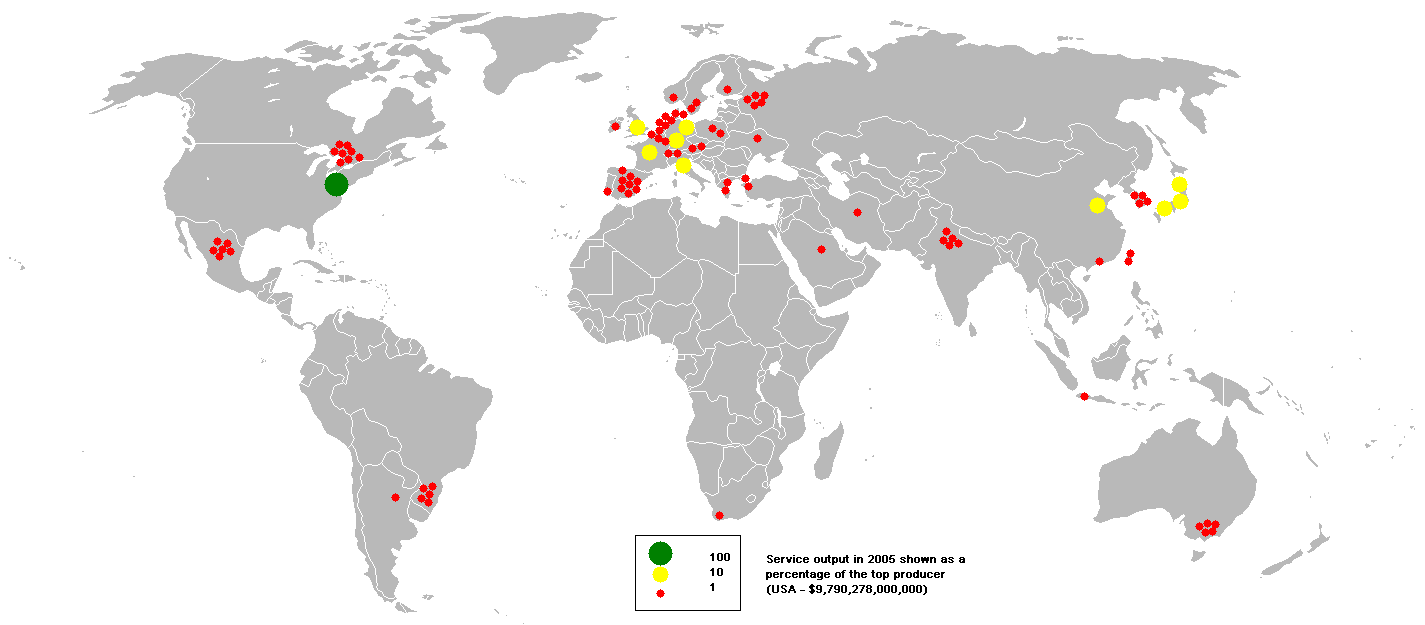
Service output in 2005

3セクターモデルとは経済を原材料生産部門（一次産業）、製造部門（二次産業）、そして第二次産業で生産された財の輸送・流通・販売及びそれらを促進する役割を担うサービス部門（三次産業）の3セクターに分割する経済モデルである。 このモデルはアラン・フィッシャー、 コーリン・クラーク, および ジャン・フラスティエらによって20世紀前半に開発された。産業組織論を表現するモデルである一方で、21世紀経済を表現することはできないという批判も存在する。
3セクターモデルでは、経済活動の中心は原材料生産部門（第一次産業）から製造部門（第二次産業）へと、その後最終的にはサービス部門（第三次産業）へと変移していくことになる。一人当たり所得の低い国は経済開発の初期段階とみなされ、国民所得の大部分が第一次産業によってもたらされている。より開発の進んだ国、即ち中所得国においては、第二次産業が主たる収入源となる。 そして、高所得国家においては第三次産業が国民総生産のうち最も高い比率を占める様になる。
経済の脱物質化を意図するポスト工業化社会の概念が普及するにつれ、経済学者らの中でも第四次産業及び第五次産業を追加しモデルを拡張すべきとの議論もなされた。

## フラスティエによる産業構造変化の分析

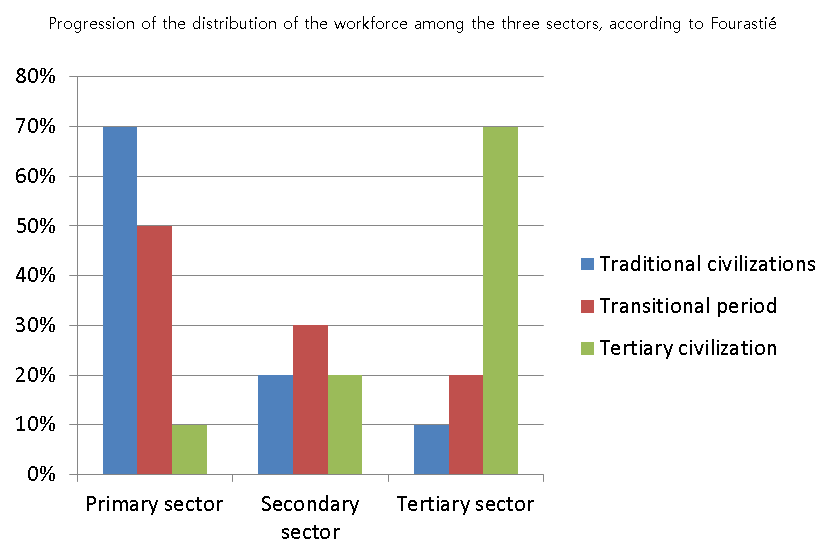
フラスティエのセクターモデル

クラークのセクターモデル

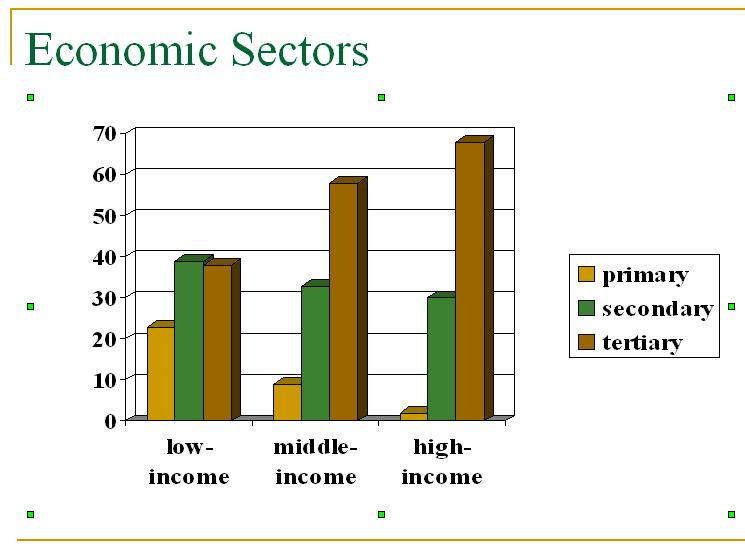
この図は、途上国から先進国に至る迄の産業割合を3セクターモデルに従って示している。

フラスティエはこの産業構造の変化をポジティブなものとして受け止め、著書”The Great Hope of the Twentieth Century”にて彼は クオリティ・オブ・ライフ、 社会保障、 教育と文化の開花, 高難度資格、 仕事の人間化、そして 失業の回避 について書いた。フラスティエによると、以下の様な段階を経て、3セクターに労働力は分配されていくという。

### 第1フェーズ: 伝統的な文明
労働力配分:
- 第一次産業: 64.5%
- 第二次産業: 20%
- 第三次産業: 15.5%

この段階は科学が未発達かつ、機械が余り使用されていない社会であることを反映している。中世ヨーロッパ諸国及び現代の開発途上国がこれに当てはまる。

### 第２フェーズ: 転職の時代
労働力配分:
- 第一次産業: 40%
- 第二次産業: 40%
- 第三次産業: 20%

より多くの機械が第一次産業で使用されるようになり、一定量の食糧や原材料を産出するのに必要な労働力が減少することになる。
一定の人口を仮定すると、必要となる食糧の量も大体一定であることが予想されるため、全人口のうち、農業労働者は減少していく事になる。
農業の機械化により機械への需要が増大するため、結果として同時に、第一次産業から第二次産業へと労働者が移転していくことになる。
このフェーズは工業化とともに始まる。ベルトコンベヤーの使用などによって、製造業の大部分が機械化されていき、最終的には金融業や国家権力が成長することで、第三次産業の発展も始まる。

### 第３フェーズ: 第三次文明
労働力配分:
- 第一次産業: 10%
- 第二次産業: 20%
- 第三次産業: 70%

第一次産業及び第二次産業は急速に自動化されていき、労働力が不要になってくる。
結果として、より生産性の伸びの遅い、第三次産業に雇用が置き換えられていくのだ。

### フラスティエのモデルに対する批判
様々な実証研究がこの3セクターモデルを裏付けかの様に見えていたが、一方でフラスティエが予想した以上に第一次産業の労働者数は急落した。
ドイツ連邦統計局の調査によると、 2014年の労働力配分は以下の通りになる。
第一次産業：1.5%
第二次産業：24.6%
第三次産業：73.9%

更に、彼が著書の中で予想した議題の中で、４つの誤りが見つかっている。
第一に、フラスティエは、第二次産業の成長によって発生した失業者は、第三次産業に吸収されると考えていた。なぜならば、第三次産業の合理化は難しいと考えられたからだ。しかし、彼がこの理論を考案したのは1930年代であり、未来を完全に見通すことはできなかったようだ。その後コンピューターによる第三次産業革命を始めとして、サービス業は種々の技術的発展を経験した。
第二に、彼は先進国のうち、第二次産業を重要な収入源とする国は存在し得ないと考えていた。反例として最も適切な国はドイツだろう。ドイツ経済において、確かに第二次産業は1950年代より急速にそのGDP構成比率を落していった。しかしドイツは輸出を大量に行っていたために、ドイツの第二次産業はフラスティエの考える割合まで低下はしなかった。
第三に、第三次産業に従事する労働者は、フラスティエが予想した程には、常に高い教育レベルを求められはしなかった。なぜならば、サービス職には清掃員や靴磨き、郵便配達員などの職業が含まれていたからだ。
第四に、高い給与水準での格差の是正も起きなかった。実際にはその反対の事象が発生した。格差は拡大したのだ。OECD加盟国の多くでは、所得分布が拡大してきたことが見て取れる。
フラスティエにとって第三次産業（基本的にはサービス業）は、技術的に全く発展していかない生産部門であって、仮に労働生産性が成長したとしても、それはほんの僅かなものだろうと思っていたということだ。

## 3セクターモデルの拡張
フラスティエの生きた時代と比べ、現代、経済が更なる発展を遂げたことにより、社会はサービス業主軸社会或いは、ポスト工業化社会へと移行した。今日のサービス業は甚大な発展を遂げた為、サービス業を第三次産業のみならず、情報産業を主軸とした第四次産業更には人的サービスに基づく、第五次産業へと分割する考えもある。

## 付加価値・国民勘定・3セクターモデル
経済学者コーリン・クラークは3セクターモデルが国民経済計算（国民勘定）の発展と強く関連していると指摘する。付加価値の概念はGDPに代表されるように、国民勘定において中心的な役割を果たしている。
第二次産業即ち製造業における付加価値は、第一次産業から生まれた原材料の仕入れ価格と商品の卸売価格のギャップと等しくなる。同様に第三次産業で生まれる付加価値は消費者の支払う小売価格と卸値とのギャップと等しくなる。
しかし一方で、第四次産業や第五次産業には上記の様な付加価値の概念を適応させることが難しい。

## 関連ページ
- コーリン・クラーク
- ジャン・フラスティエ
- 第一次産業
- 第二次産業
- 第三次産業
- 第四次産業
- 第五次産業
- 第四次産業革命
- 産業の空洞化

## 参考資料
1. ↑  Kjeldsen-Kragh, Søren (2007). The Role of Agriculture in Economic Development: The Lessons of History. Copenhagen Business School Press DK. pp. 73. ISBN 978-87-630-0194-6
2. ↑  Fisher, Allan G. B. (1935). The Clash of Progress and Security. London: Macmillan.  オリジナルの2019-07-13時点におけるアーカイブ。 2019年7月13日閲覧。
3. ↑  Fisher, Allan G. B. (1939). “Production, primary, secondary and tertiary”. Economic Record 15 (1):  24–38. doi:10.1111/j.1475-4932.1939.tb01015.x. ISSN 1475-4932.
4. ↑  Fisher, Allan G. B. (1946). Economic Progress And Social Security. London: Macmillan 2019年7月14日閲覧。
5. ↑  Colin Clark (1940). The Conditions of Economic Progress. London: Macmillan 2019年7月13日閲覧。
6. 1 2  Fourastié, Jean (1949) (フランス語). Le grand espoir du XXe siècle: Progrès technique, progrès économique, progrès social. Paris: Presses universitaires de France
7. ↑  Schafran, Alex; McDonald, Conor; López-Morales, Ernesto; Akyelken, Nihan; Acuto, Michele (2018). “Replacing the services sector and three-sector theory: urbanization and control as economic sectors”. Regional Studies 52 (12):  1708–1719. doi:10.1080/00343404.2018.1464136 2021年1月1日閲覧。.
8. ↑  Baumol, William (1967). “Macroeconomics of unbalanced growth: The anatomy of urban crisis”. American Economic Review 57 (47):  415–26. JSTOR 1812111 2021年1月3日閲覧。.
9. ↑  “Gesamtwirtschaft & Umwelt - Arbeitsmarkt - Arbeitsmarkt - Statistisches Bundesamt (Destatis)” (German).   www.destatis.de. 2017年3月13日時点のオリジナルよりアーカイブ。2017年1月16日閲覧。

## より深い理解の為に読むべき本リスト
- Bernhard Schäfers: Sozialstruktur und sozialer Wandel in Deutschland. ("Social Structure and Social Change in Germany") Lucius und Lucius, Stuttgart 7th edition 2002
- Clark, Colin (1940) Conditions of Economic Progress
- Fisher, Allan GB. Production, primary, secondary and tertiary. Economic Record 15.1 (1939): 24-38
- Rainer Geißler: Entwicklung zur Dienstleistungsgesellschaft. In: Informationen zur politischen Bildung. Nr. 269: Sozialer Wandel in Deutschland, 2000, p. 19f.
- Hans Joachim Pohl: Kritik der Drei-Sektoren-Theorie. ("Criticism of the Three Sector Theory") In: Mitteilungen aus der Arbeitsmarkt- und Berufsforschung. Issue 4/Year 03/1970, p. 313-325
- Stefan Nährlich: Dritter Sektor: "Organisationen zwischen Markt und Staat." ("Third Sector: Organizations Between Market and State"). From "Theorie der Bürgergesellschaft" des Rundbriefes Aktive Bürgerschaft ("Theory of the Civil Society" of the newsletter "Active Civil Society") 4/2003
- Uwe Staroske: Die Drei-Sektoren-Hypothese: Darstellung und kritische Würdigung aus heutiger Sicht ("The Three-Sector-Hypothesis: Presentation and Critical Appraisal from a Contemporary View"). Roderer Verlag, Regensburg 1995